# Lae (atol)
Lae – zamieszkany atol wchodzący w skład Wysp Marshalla w łańcuchu wysp Ralik Chain na Oceanie Spokojnym. Według danych za rok 2011 atol zamieszkiwało łącznie 347 osób (wzrost w stosunku do 1999 roku, kiedy to liczba ta wynosiła 322), na wyspach znajdowało się 48 domów. Zlokalizowane jest tu także lotnisko (kod IATA: LML).
Atol został odkryty przez Ruya Lópeza de Villalobosa w 1543 lub przez kapitana J.W. Browna w grudniu 1858 r.

## Geografia i przyroda
Lae leży 47 km na wschód od atolu Ujae i 74 km na zachód od Kwajalein. Składa się z 17 wysp (według innego źródła wysp jest 20), w tym czterech największych: Lae, Ribon, Lejab i Enerein, o łącznej powierzchni 1,45 km². Łączna powierzchnia laguny wynosi 17,66 km². Istnieje tylko jedna droga morska łączące lagunę z otwartym oceanem: od strony zachodniej. W przeszłości atol określano nazwami: Lai i Brown Islands.
W 1967 r. stwierdzono występowanie na Lae 10 gatunków ptaków, w tym 1 lęgowy (rybołówka brunatna) i 5 potencjalnie lęgowych. Na atolu spotkać można następujące gatunki roślin: Alocasia macrorrhizos, Asclepias curassavica, Caesalpinia bonduc, Colocasia esculenta, Eleusine indica, Eragrostis amabilis, Ipomoea violacea, Nerium oleander, Phyllanthus amarus i Pseuderanthemum carruthersii.